# Ripipteryx saopauliensis
Ripipteryx saopauliensis är en insektsart som beskrevs av Günther, K.K. 1969. Ripipteryx saopauliensis ingår i släktet Ripipteryx och familjen Ripipterygidae. Inga underarter finns listade i Catalogue of Life.